# Matevos Isaakyan
Matevos Isaakyan (en russe : Матевос Исаакян), né le 17 avril 1998 à Moscou (Russie), est un pilote automobile russe. En 2020, il participe en 2020 au championnat d'European Le Mans Series, avec l’écurie Inter Europol Competition.

## Biographie

### Débuts en monoplace (2013)
Après avoir couru en Russie en karting, Matevos Isaakyan fait ses débuts en monoplace en 2013 dans le championnat de France F4. Avec cinq podiums en vingt courses, il se classe 5e du championnat.

### La Formule Renault 2.0 (2014-2015)
Il commence sa saison 2014 en Nouvelle-Zélande, où il s'engage en Toyota Racing Series. Il termine 9e du championnat.
Il rejoint ensuite la Formula Renault 2.0 Alps, au sein de l'écurie italienne JD Motorsport. Il décroche son premier succès en monoplace sur le Red Bull Ring, en remportant les deux courses du week-end avec les deux pole positions. Auteur d'une très bonne saison, il se classe 3e au classement des pilotes. Il dispute également les six premières courses de la saison d'Eurocup Formula Renault 2.0 mais en tant qu'invité, est inéligible aux points.
En 2015, il reste chez JD Motorsport et continue en Formula Renault 2.0 Alps. Isaakyan remporte de nouveau une course en Autriche, ainsi qu'une seconde à Spa-Francorchamps. Avec sept podiums, il termine 4e du classement. On le retrouve en parallèle en Eurocup Formula Renault 2.0, où il obtient deux 3e place. Le moscovite participe également aux quatre dernières courses de la saison de GP3 Series avec Koiranen GP, et marque deux points.

### Le GP3 Series (2016)
Sa pige a été convaincante et Isaakyan rejoint à temps plein Koiranen GP pour courir en GP3 Series en 2016. Il finit à la 17e place du championnat avec 17 points, son meilleur résultat étant une 4e place à Spa-Francorchamps.

### La Formule V8 3.5 (2016-2017)
Toujours en 2016, il prend part à la saison de Formule V8 3.5 avec SMP Racing. Il remplace son compatriote Vladimir Atoev, forfait après une blessure au dos. Il se classe 9e du championnat avec une victoire, obtenue à Jerez.
En 2017, il passe chez AV Formula mais reste sous le giron de SMP Racing. Il remporte les courses de Spa et du Nürburgring, et mène le championnat après douze courses. Il termine finalement vice-champion, une quarantaine de points derrière Pietro Fittipaldi.

### L'endurance (depuis 2017)
Avec SMP Racing, Matevos Isaakyan prend part à la saison d'European Le Mans Series, associé à Egor Orudzhev. Les deux russes triomphent dès leur deuxième course, au Castellet.
Matevos Isaakyan quitte la monoplace en 2018 et s'engage à plein temps en endurance, menant avec SMP Racing un double-programme, en European Le Mans Series et en WEC. Lors des 6 Heures de Spa 2018, il est victime d'un violent accident au Raidillon de l'Eau Rouge, où sa BR Engineering BR1 s'envole et effectue un looping, avant d'atterrir dans un mur de pneus. Il sort indemne de cette spectaculaire sortie de piste. Isaakyan participe en juin pour la première fois de sa carrière aux 24 Heures du Mans, avec Orudzhev et Stéphane Sarrazin. L'équipage doit abandonner après 123 tours de course.
En 2020, il retrouve l'European Le Mans Series en signant avec l’écurie Inter Europol Competition. Lui et son équipage terminent à la 42e place des 24 Heures du Mans.

### Parenthèse en Formule 2 (2019)
En 2019, Matevos Isaakyan fait ses débuts en Formule 2 devant son public de Sotchi. Il remplace Juan Manuel Correa chez Sauber Junior Team by Charouz, grièvement blessé à Spa-Francorchamps dans l'accident qui a coûté la vie à Anthoine Hubert. Il ne marque aucun point en quatre courses.

## Carrière

### Résultats en sport automobile
| Saison    | Championnat                        | Écurie                        | Courses | Victoires | Pole positions | Meilleurs tours | Podiums | Points | Classement |
| --------- | ---------------------------------- | ----------------------------- | ------- | --------- | -------------- | --------------- | ------- | ------ | ---------- |
| 2013      | Championnat de France de Formule 4 | Auto Sport Academy            | 20      | 0         | 0              | 2               | 5       | 153    | 5e         |
| 2014      | Toyota Racing Series               | ETEC Motorsport               | 15      | 0         | 0              | 0               | 0       | 412    | 9e         |
| 2014      | Formula Renault 2.0 Alps           | JD Motorsport                 | 12      | 2         | 2              | 0               | 7       | 180    | 3e         |
| 2014      | Eurocup Formula Renault 2.0        | JD Motorsport                 | 6       | 0         | 0              | 0               | 0       | 0†     | n.c        |
| 2015      | Formula Renault 2.0 Alps           | JD Motorsport                 | 16      | 2         | 0              | 1               | 7       | 193    | 4e         |
| 2015      | Eurocup Formula Renault 2.0        | JD Motorsport                 | 17      | 0         | 0              | 2               | 2       | 87     | 10e        |
| 2015      | GP3 Series                         | Koiranen GP                   | 4       | 0         | 0              | 0               | 0       | 2      | 21e        |
| 2016      | GP3 Series                         | Koiranen GP                   | 18      | 0         | 0              | 0               | 0       | 17     | 17e        |
| 2016      | Formule V8 3.5                     | SMP Racing                    | 13      | 1         | 1              | 0               | 2       | 70     | 9e         |
| 2017      | Formule V8 3.5                     | SMP Racing with AVF           | 18      | 2         | 1              | 3               | 8       | 215    | 2e         |
| 2017      | European Le Mans Series            | SMP Racing                    | 4       | 1         | 0              | 0               | 3       | 63     | 6e         |
| 2018      | European Le Mans Series            | SMP Racing                    | 4       | 0         | 0              | 0               | 0       | 6      | 22e        |
| 2018-2019 | Championnat du monde d'endurance   | SMP Racing with AVF           | 4       | 0         | 0              | 0               | 0       | 0      | n.c        |
| 2019      | Formule 2                          | Sauber Junior Team by Charouz | 4       | 0         | 0              | 0               | 0       | 0      | 25e        |
| 2020      | European Le Mans Series            | Inter Europol Competition     | 4       | 0         | 0              | 0               | 0       | 15,5   | 16e        |

† Isaakyan étant un pilote invité, il était inéligible pour marquer des points.

## Résultat aux 24 Heures du Mans
| Année | Équipe                    | no | Châssis            | Moteur                  | Pneus    | Catégorie | Équipiers                       | Tours | Résultat |
| ----- | ------------------------- | -- | ------------------ | ----------------------- | -------- | --------- | ------------------------------- | ----- | -------- |
| 2018  | SMP Racing                | 17 | BR Engineering BR1 | AER P60B 2,4 l Turbo V6 | Michelin | LMP1      | Egor Orudzhev Stéphane Sarrazin | 123   | Abandon  |
| 2020  | Inter Europol Competition | 34 | Ligier JS P217     | Gibson GK428 4,2 l V8   | Michelin | LMP2      | René Binder Jakub Śmiechowski   | 316   | 42e      |